# Ahmed El-Gendy
Ahmed El-Gendy (1 maart 2000) is een Egyptische moderne vijfkamper. Hij verwierf internationale bekendheid door zijn prestaties op de Olympische Spelen en andere internationale kampioenschappen.

## Carrière
El-Gendy begon op jonge leeftijd met moderne vijfkamp, een sport die bestaat uit schermen, zwemmen, paardrijden, hardlopen en schieten. Hij brak door op het internationale toneel toen hij goud won op de Jeugd Olympische Spelen in 2018 in Buenos Aires.
Op de Olympische Zomerspelen van 2020 in Tokio (gehouden in 2021 vanwege de COVID-19-pandemie), won El-Gendy de zilveren medaille in de moderne vijfkamp. Hij werd hiermee de eerste Afrikaanse en Arabische atleet die een Olympische medaille won in deze sport. Zijn prestatie werd breed geprezen, vooral omdat hij tijdens het loop-schietonderdeel van de 13e plaats naar voren stormde om uiteindelijk als tweede te eindigen.
In 2024 behaalde El-Gendy de gouden medaille tijdens de moderne vijfkamp op de Olympische Spelen in Parijs. Hij wist een kleine achterstand om te buigen in een voorsprong en finishte als eerste, waarmee hij geschiedenis schreef als de eerste Egyptenaar ooit met een gouden medaille in de moderne vijfkamp op de Olympische Spelen.